# Tunturit
Tunturit este o arie protejată (arie specială de conservare — SAC, sit de importanță comunitară — SCI) din Suedia întinsă pe o suprafață de 11.962,4 ha, integral pe uscat.

## Localizare
Centrul sitului Tunturit este situat la coordonatele 67°12′50″N 21°50′36″E / 67.2138°N 21.8432°E.

## Înființare
Situl Tunturit a fost declarat sit de importanță comunitară în decembrie 1995 pentru a proteja un număr necunoscut de specii din flora spontană și fauna sălbatică aflate în arealul zonei. Situl a fost protejat și ca arie specială de conservare în martie 2011.

## Biodiversitate
Situată în ecoregiunea boreală, aria protejată conține 12 habitate naturale: Mlaștini împădurite, Izvoare fino-scandinave și mlaștini produse de izvoare bogate în minerale, Turbării Aapa, Roci stâncoase cu vegetație pionieră de Sedo-Scleranthion sau Sedo albi-Veronicion dillenii, Pajiști uscate europene, Lacuri și iazuri distrofice naturale, Păduri caducifoliate de mlaștină fino-scandinave, Pajiști alpine și boreale, Cursuri de apă de la nivel de câmpie la nivel montan, cu vegetație Ranunculion fluitantis și Callitricho-Batrachion, Mlaștini turboase de tranziție și turbării mișcătoare, Taiga vestică, Pante stâncoase silicioase cu vegetație casmofită.
La baza desemnării sitului se află un număr nedeclarat de specii protejate.